# 오봉초등학교 (정읍시)
오봉초등학교는 대한민국 전라북도 정읍시 태인면 태인동서로 29 (궁사리)에 있었던 초등학교이다.

## 연혁
- 1934년 3월 21일 신태인공립보통학교 부설 궁사간이학교 인가
- 1946년 4월 26일 오봉공립국민학교 개교(설립인가 3월 1일)
- 1984년 3월 1일 병설유치원 개원
- 1996년 3월 1일 오봉초등학교로 개칭
- 2007년 2월 25일 제59회 졸업식(총 4073명)
- 2007년 3월 1일 태인초등학교로 통폐합